# Kapitanivka
Kapitanivka (în ucraineană Капітанівка) este o așezare de tip urban din raionul Novomîrhorod, regiunea Kirovohrad, Ucraina. În afara localității principale, mai cuprinde și satele Prîșcepivka și Rivne.

## Demografie
Componența lingvistică a așezării de tip urban Kapitanivka
     Ucraineană (97,39%)
     Rusă (2,25%)
     Alte limbi (0,26%)
Conform recensământului din 2001, majoritatea populației așezării de tip urban Kapitanivka era vorbitoare de ucraineană (97,39%), existând în minoritate și vorbitori de rusă (2,25%).